# بهترین بازیکن مرد سال یوفا
بهترین بازیکن مرد سال یوفا (با نام سابق بهترین بازیکن سال اروپا)، عنوان جایزه‌ای است که هر ساله توسط یوفا به بهترین بازیکنی که در فصل پیش از آن، در یک تیم اروپایی که عضو اتحادیه فوتبال اروپا بوده، اهدا می‌شود و ملیت بازیکن در این انتخاب مهم نیست. مهم‌ترین ملاک برای اهدای این جایزه، عملکرد بازیکن در لیگ قهرمانان اروپا است. یوفا این جایزه را در سال ۲۰۱۱ ایجاد و آن را جانشین جایزهٔ بهترین بازیکن باشگاهی سال یوفا کرد.
کریستیانو رونالدو با ۳ بار دریافت این جایزه، موفق‌ترین بازیکن در کسب آن بوده‌ و همچنین تنها بازیکنی است که موفق به کسب دو بار متوالی این جایزه شده است.
بازیکنان زن نیز جایزه بهترین بازیکن زن سال اروپا را دریافت می کنند که در سال ۲۰۱۳ معرفی شد.

## معیارها
این جایزه به بهترین بازیکنی که در فصل پیش از آن، در یک تیم اروپایی که عضو اتحادیه فوتبال اروپا بوده، اهدا می‌شود و ملیت آن بازیکن مهم نیست. اصلی‌ترین معیار برای در انتخاب برنده، عملکرد فصل پیش بازیکنان در لیگ مورد نظر و لیگ قهرمانان اروپا است.

## رأی‌گیری
۵۳ خبرنگار ورزشی، که هر کدام اهل کشوری هستند که یکی از اعضای یوفا می‌باشد، برنده این جایزه را مشخص می‌کنند. هر خبرنگار به سه بازیکن، با اولویت‌بندی مشخص رأی می‌دهد. اولویت اول، پنج امتیاز دارد. اولیت دوم و سوم به ترتیب سه و یک امتیاز دارند. سه بازیکنی که بیشترین رأی را کسب می‌کنند، به مرحله نهایی راه پیدا می‌کنند. در مرحله نهایی، هر خبرنگار به یک بازیکن رأی می‌دهد و هر رأی یک امتیاز دارد

## تاریخ جوایز

### برندگان

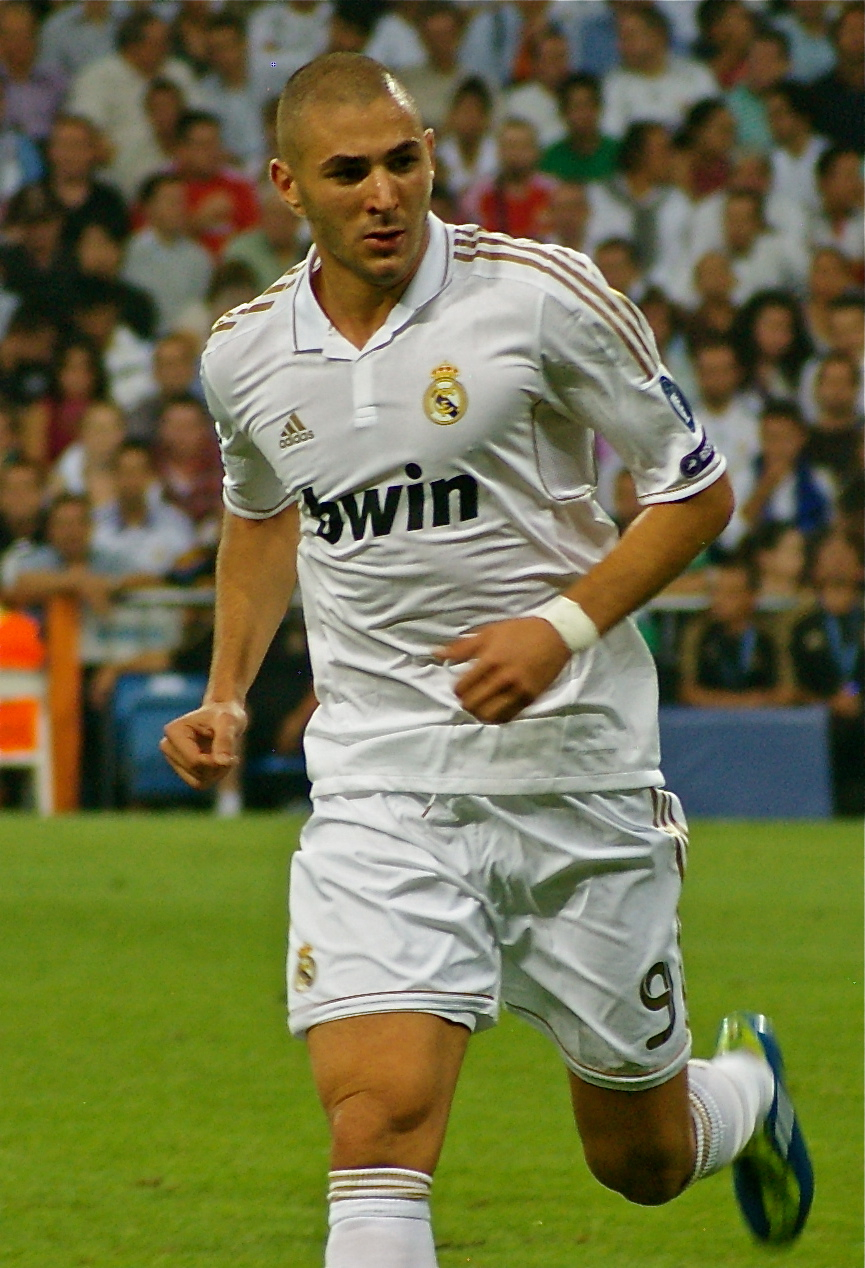
کریم بنزما این جایزه را با بیشترین امتیاز دریافت کرد

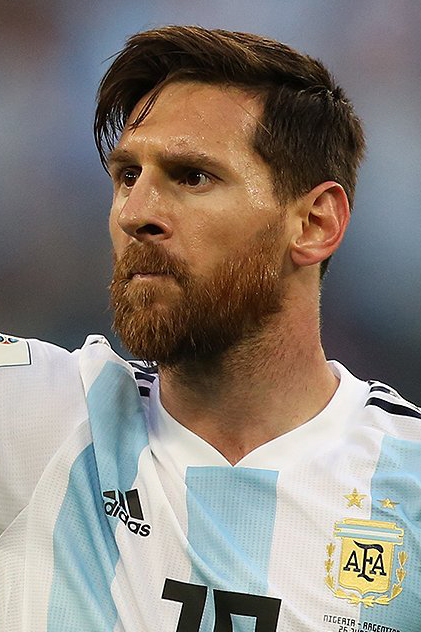
لیونل مسی تنها غیر اروپایی است که توانسته دو بار این جایزه را دریافت کند

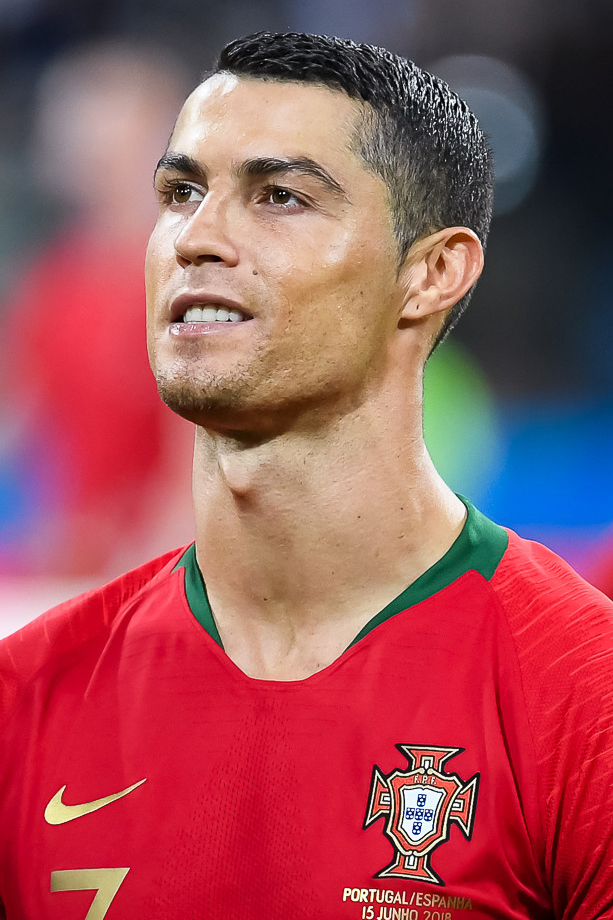
کریستیانو رونالدو با ۳ بار، بیشترین دریافت کننده این جایزه بوده است

| سال                         | بازیکن                  | باشگاه                  |
| بهترین بازیکن سال اروپا     | بهترین بازیکن سال اروپا | بهترین بازیکن سال اروپا |
| --------------------------- | ----------------------- | ----------------------- |
| ۲۰۱۰-۱۱                     | لیونل مسی               | بارسلونا                |
| ۲۰۱۱-۱۲                     | آندرس اینیستا           | بارسلونا                |
| ۲۰۱۲-۱۳                     | فرانک ریبری             | بایرن مونیخ             |
| ۲۰۱۳-۱۴                     | کریستیانو رونالدو       | رئال مادرید             |
| ۲۰۱۴-۱۵                     | لیونل مسی               | بارسلونا                |
| ۲۰۱۵-۱۶                     | کریستیانو رونالدو       | رئال مادرید             |
| بهترین بازیکن مرد سال اروپا |                         |                         |
| ۲۰۱۶-۱۷                     | کریستیانو رونالدو       | رئال مادرید             |
| ۲۰۱۷-۱۸                     | لوکا مودریچ             | رئال مادرید             |
| ۲۰۱۸-۱۹                     | ویرجیل فن دایک          | لیورپول                 |
| ۲۰۱۹-۲۰                     | روبرت لواندوفسکی        | بایرن مونیخ             |
| ۲۰۲۰-۲۱                     | جورجینیو                | چلسی                    |
| ۲۰۲۱-۲۲                     | کریم بنزما              | رئال مادرید             |
| ۲۰۲۲-۲۳                     | ارلینگ هالند            | منچستر سیتی             |

### فینالیست ها
برنده       منتخبین

#### ۲۰۱۰-۱۱
| رتبه       | بازیکن             | دور نخست | دور نهایی | باشگاه         |
| ---------- | ------------------ | -------- | --------- | -------------- |
| ۱          | لیونل مسی          | –        | ۳۸        | بارسلونا       |
| ۲          | ژاوی               | –        | ۱۱        | بارسلونا       |
| ۳          | کریستیانو رونالدو  | –        | ۳         | رئال مادرید    |
| ۴          | آندرس اینیستا      | ۳۳       | –         | بارسلونا       |
| ۵          | رادامل فالکائو     | ۱۷       | –         | پورتو          |
| ۶          | وین رونی           | ۱۵       | –         | منچستر یونایتد |
| ۷          | نمانیا ویدیچ       | ۵        | –         | منچستر یونایتد |
| ۸ (مشترکاً) | زلاتان ابراهیموویچ | ۴        | –         | میلان          |
| ۸ (مشترکاً) | جرارد پیکه         | ۴        | –         | بارسلونا       |
| ۱۰         | مانوئل نویر        | ۳        | –         | شالکه ۰۴       |

#### ۲۰۱۱-۱۲
| رتبه       | بازیکن            | دور نخست | دور نهایی | باشگاه         |
| ---------- | ----------------- | -------- | --------- | -------------- |
| ۱          | آندرس اینیستا     | –        | ۱۹        | بارسلونا       |
| ۲          | لیونل مسی         | –        | ۱۷        | بارسلونا       |
| ۲          | کریستیانو رونالدو | –        | ۱۷        | رئال مادرید    |
| ۴          | آندره‌آ پیرلو      | ۹۰       | –         | یوونتوس        |
| ۵          | ژاوی              | ۵۷       | –         | بارسلونا       |
| ۶          | ایکر کاسیاس       | ۵۳       | –         | رئال مادرید    |
| ۷          | دیدیه دروگبا      | ۳۱       | –         | چلسی           |
| ۸ (مشترکاً) | پیتر چک           | ۱۴       | –         | چلسی           |
| ۸ (مشترکاً) | رادامل فالکائو    | ۱۴       | –         | اتلتیکو مادرید |
| ۱۰         | مسعود اوزیل       | ۱۰       | –         | رئال مادرید    |

#### ۲۰۱۲-۱۳
| رتبه | بازیکن             | دور نخست | دور نهایی | باشگاه          |
| ---- | ------------------ | -------- | --------- | --------------- |
| ۱    | فرانک ریبری        | –        | ۳۶        | بایرن مونیخ     |
| ۲    | لیونل مسی          | –        | ۱۴        | بارسلونا        |
| ۳    | کریستیانو رونالدو  | –        | ۳         | رئال مادرید     |
| ۴    | آرین روبن          | ۵۷       | –         | بایرن مونیخ     |
| ۵    | روبرت لواندوفسکی   | ۳۹       | –         | بروسیا دورتموند |
| ۶    | توماس مولر         | ۳۸       | –         | بایرن مونیخ     |
| ۷    | باستین شواینشتایگر | ۳۲       | –         | بایرن مونیخ     |
| ۸    | گرت بیل            | ۲۴       | –         | تاتنهام هاتسپر  |
| ۹    | زلاتان ابراهیموویچ | ۱۴       | –         | پاری سن-ژرمن    |
| ۱۰   | رابین فن پرسی      | ۱۰       | –         | منچستر یونایتد  |

#### ۲۰۱۳-۱۴
| رتبه       | بازیکن            | دور نخست | دور نهایی | باشگاه         |
| ---------- | ----------------- | -------- | --------- | -------------- |
| ۱          | کریستیانو رونالدو | –        | ۲۶        | رئال مادرید    |
| ۲          | مانوپل نویر       | –        | ۱۹        | بایرن مونیخ    |
| ۳          | آرین روبن         | –        | ۹         | بایرن مونیخ    |
| ۴          | توماس مولر        | ۳۹       | –         | بایرن مونیخ    |
| ۵ (مشترکاً) | فیلیپ لام         | ۲۴       | –         | بایرن مونیخ    |
| ۵ (مشترکاً) | لیونل مسی         | ۲۴       | –         | بارسلونا       |
| ۷          | جیمز رودریگز      | ۱۶       | –         | موناکو         |
| ۸          | لوییس سوارز       | ۱۳       | –         | لیورپول        |
| ۹          | آنخل دی ماریا     | ۱۲       | –         | رئال مادرید    |
| ۱۰         | دیگو کوستا        | ۸        | –         | اتلتیکو مادرید |

#### ۲۰۱۴-۱۵
| رتبه | بازیکن            | دور نخست | دور نهایی | باشگاه      |
| ---- | ----------------- | -------- | --------- | ----------- |
| ۱    | لیونل مسی         | –        | ۴۹        | بارسلونا    |
| ۲    | لوییس سوارز       | –        | ۳         | بارسلونا    |
| ۳    | کریستیانو رونالدو | –        | ۲         | رئال مادرید |
| ۴    | جانلوئیجی بوفون   | ۲۴       | –         | یوونتوس     |
| ۵    | نیمار             | ۲۳       | –         | بارسلونا    |
| ۶    | ادن آزار          | ۲۱       | –         | چلسی        |
| ۷    | آندره‌آ پیرلو      | ۱۲       | –         | یوونتوس     |
| ۸    | آرتورو ویدال      | ۱۱       | –         | یوونتوس     |
| ۹    | کارلوس توس        | ۸        | –         | یوونتوس     |
| ۱۰   | پل پوگبا          | ۵        | –         | یوونتوس     |

#### ۲۰۱۵-۱۶
| رتبه | بازیکن            | دور نخست | دور نهایی | باشگاه         |
| ---- | ----------------- | -------- | --------- | -------------- |
| ۱    | کریستیانو رونالدو | –        | ۴۰        | رئال مادرید    |
| ۲    | آنتوان گریزمن     | –        | ۸         | اتلتیکو مادرید |
| ۳    | گرت بیل           | –        | ۷         | رئال مادرید    |
| ۴    | لوییس سوارز       | ۲۹       | –         | بارسلونا       |
| ۵    | لیونل مسی         | ۲۵       | –         | بارسلونا       |
| ۶    | جانلوئیجی بوفون   | ۱۹       | –         | یوونتوس        |
| ۷    | پپه               | ۹        | –         | رئال مادرید    |
| ۸    | مانوئل نویر       | ۶        | –         | بایرن مونیخ    |
| ۹    | تونی کروس         | ۵        | –         | رئال مادرید    |
| ۱۰   | توماس مولر        | ۲        | –         | بایرن مونیخ    |

#### ۲۰۱۶-۱۷
| رتبه | بازیکن             | دور نخست | دور نهایی | باشگاه         |
| ---- | ------------------ | -------- | --------- | -------------- |
| ۱    | کریستیانو رونالدو  | –        | ۴۸۲       | رئال مادرید    |
| ۲    | لیونل مسی          | –        | ۱۴۱       | بارسلونا       |
| ۳    | جانلوئیجی بوفون    | –        | ۱۰۹       | یوونتوس        |
| ۴    | لوکا مودریچ        |          | –         | رئال مادرید    |
| ۵    | تونی کروس          |          | –         | رئال مادرید    |
| ۶    | پائولو دیبالا      |          | –         | یوونتوس        |
| ۷    | سرخیو راموس        |          | –         | رئال مادرید    |
| ۸    | کیلیان امباپه      |          | –         | موناکو         |
| ۹    | روبرت لواندوفسکی   |          | –         | بایرن مونیخ    |
| ۱۰   | زلاتان ابراهیموویچ |          | –         | منچستر یونایتد |

#### ۲۰۱۷-۱۸
| رتبه | بازیکن            | امتیازها | باشگاه         |
| ---- | ----------------- | -------- | -------------- |
| ۱    | لوکا مودریچ       | ۳۱۳      | رئال مادرید    |
| ۲    | کریستیانو رونالدو | ۲۲۳      | رئال مادرید    |
| ۳    | محمد صلاح         | ۱۳۴      | لیورپول        |
| ۴    | آنتوان گریزمن     | ۷۲       | اتلتیکو مادرید |
| ۵    | لیونل مسی         | ۵۵       | بارسلونا       |
| ۶    | کیلیان امباپه     | ۴۳       | پاری سن-ژرمن   |
| ۷    | کوین دی بروینه    | ۲۸       | منچستر سیتی    |
| ۸    | رافائل واران      | ۲۳       | رئال مادرید    |
| ۹    | ادن آزار          | ۱۵       | چلسی           |
| ۱۰   | سرخیو راموس       | ۱۲       | رئال مادرید    |

#### ۲۰۱۸-۱۹
| رتبه       | بازیکن            | امتیازها | باشگاه      |
| ---------- | ----------------- | -------- | ----------- |
| ۱          | ویرجیل فن دایک    | ۳۰۵      | لیورپول     |
| ۲          | لیونل مسی         | ۲۰۷      | بارسلونا    |
| ۳          | کریستیانو رونالدو | ۷۴       | یوونتوس     |
| ۴          | آلیسون بکر        | ۵۷       | لیورپول     |
| ۵          | سادیو مانه        | ۵۱       | لیورپول     |
| ۶          | محمد صلاح         | ۴۹       | لیورپول     |
| ۷          | ادن آزار          | ۳۸       | چلسی        |
| ۸ (مشترکاً) | فرنکی دی یونگ     | ۲۷       | آژاکس       |
| ۸ (مشترکاً) | دلیخت             | ۲۷       | آژاکس       |
| ۱۰         | رحیم استرلینگ     | ۱۲       | منچستر سیتی |

#### ۲۰۱۹-۲۰
| رتبه       | بازیکن            | امتیازها | باشگاه       |
| ---------- | ----------------- | -------- | ------------ |
| ۱          | روبرت لواندوفسکی  | ۴۷۷      | بایرن مونیخ  |
| ۲          | کوین دی بروینه    | ۹۰       | منچستر سیتی  |
| ۳          | مانوئل نویر       | ۶۶       | بایرن مونیخ  |
| ۴ (مشترکاً) | لیونل مسی         | ۵۳       | بارسلونا     |
| ۴ (مشترکاً) | نیمار             | ۵۳       | پاری سن-ژرمن |
| ۶          | توماس مولر        | ۴۱       | بایرن مونیخ  |
| ۷          | کیلیان امباپه     | ۳۹       | پاری سن-ژرمن |
| ۸          | تیاگو آلکانتارا   | ۲۷       | بایرن مونیخ  |
| ۹          | جاشوا کیمیچ       | ۲۶       | بایرن مونیخ  |
| ۱۰         | کریستیانو رونالدو | ۲۵       | یوونتوس      |

#### ۲۰۲۰-۲۱
| رتبه | بازیکن            | امتیازها | باشگاه          |
| ---- | ----------------- | -------- | --------------- |
| ۱    | جورجینیو          | ۱۷۵      | چلسی            |
| ۲    | کوین دی بروینه    | ۱۶۷      | منچستر سیتی     |
| ۳    | انگولو کانته      | ۱۶۰      | چلسی            |
| ۴    | لیونل مسی         | ۱۴۸      | بارسلونا        |
| ۵    | روبرت لواندوفسکی  | ۱۴۰      | بایرن مونیخ     |
| ۶    | دوناروما          | ۴۹       | میلان           |
| ۷    | کیلیان امباپه     | ۳۱       | پاری سن-ژرمن    |
| ۸    | رحیم استرلینگ     | ۱۸       | منچستر سیتی     |
| ۹    | کریستیانو رونالدو | ۱۶       | یوونتوس         |
| ۱۰   | ارلینگ هالند      | ۱۵       | بروسیا دورتموند |

#### ۲۰۲۱-۲۲
| رتبه | بازیکن               | امتیازها | باشگاه             |
| ---- | -------------------- | -------- | ------------------ |
| ۱    | کریم بنزما           | ۵۲۳      | رئال مادرید        |
| ۲    | کوین دی بروینه       | ۱۲۲      | منچستر سیتی        |
| ۳    | تیبو کورتوا          | ۱۱۸      | رئال مادرید        |
| ۴    | روبرت لواندوفسکی     | ۵۴       | بایرن مونیخ        |
| ۵    | لوکا مودریچ          | ۵۲       | رئال مادرید        |
| ۶    | سادیو مانه           | ۵۱       | لیورپول            |
| ۷    | محمد صلاح            | ۴۶       | لیورپول            |
| ۸    | کیلیان امباپه        | ۲۵       | پاری سن-ژرمن       |
| ۹    | وینسیوس جونیور       | ۲۱       | رئال مادرید        |
| ۱۰   | ویرجیل فن دایک       | ۱۹       | لیورپول            |
| ۱۱   | برناردو سیلوا        | ۷        | منچستر سیتی        |
| ۱۲   | فیلیپ کوستیچ         | ۷        | آینتراخت فرانکفورت |
| ۱۳   | لورنتزو پلگرینی      | ۵        | روم                |
| ۱۴   | ترنت الکساندر-آرنولد | ۲        | لیورپول            |
| ۱۵   | فابیونیو             | ۱        | لیورپول            |

#### ۲۰۲۲-۲۳
| رتبه | بازیکن           | امتیازها | باشگاه       |
| ---- | ---------------- | -------- | ------------ |
| ۱    | ارلینگ هالند     | ۳۵۲      | منچستر سیتی  |
| ۲    | لیونل مسی        | ۲۲۷      | پاری سن-ژرمن |
| ۳    | کوین دی بروینه   | ۲۲۵      | منچستر سیتی  |
| ۴    | ایلکای گوندوغان  | ۱۲۹      | منچستر سیتی  |
| ۵    | رودری            | ۱۱۰      | منچستر سیتی  |
| ۶    | کیلیان امباپه    | ۸۲       | پاری سن-ژرمن |
| ۷    | لوکا مودریچ      | ۳۳       | رئال مادرید  |
| ۸    | مارسلو بروزویچ   | ۲۰       | اینتر میلان  |
| ۹    | دکلان رایس       | ۱۴       | وستهام       |
| ۱۰   | الکسیس مک الیستر | ۱۲       | برایتون      |
| ۱۱   | خسوس ناواس       | ۶        | سویا         |

### بازیکنان برنده
| بازیکن            | برنده | جایگاه دوم | جایگاه سوم |
| ----------------- | ----- | ---------- | ---------- |
| کریستیانو رونالدو | ۳     | ۲          | ۴          |
| لیونل مسی         | ۲     | ۵          | —          |
| آندرس اینیستا     | ۱     | —          | —          |
| فرانک ریبری       | ۱     | —          | —          |
| لوکا مودریچ       | ۱     | —          | —          |
| ویرجیل فن دایک    | ۱     | —          | —          |
| روبرت لواندوفسکی  | ۱     | —          | —          |
| جورجینیو          | ۱     | —          | —          |
| کریم بنزما        | ۱     | —          | —          |
| ارلینگ هالند      | ۱     | —          | —          |

1. ↑  UEFA.com (2016-08-25). "Cristiano Ronaldo named Best Player in Europe | Inside UEFA". UEFA.com (به انگلیسی). Retrieved 2023-09-25.
2. ↑  UEFA.com (2017-08-24). "Ronaldo named 2016/17 Men's Player of the Year | UEFA Champions League". UEFA.com (به انگلیسی). Retrieved 2023-09-25.